# Shoni Sadatsune
Sadatsune Shōni (少弐貞経, 1272 - 19 de abril de 1336) fue un comandante militar y político japonés que vivió desde el período tardío de Kamakura hasta el efímero período de Los Tribunales del Norte y del Sur (Japón).
Cuando Taketoki Kikuchi atacó a Hidetoki Hojo (un funcionario nombrado por el bakufu en la región de Hakata) en marzo de 1333, Sadatsune se puso del lado de Hidetoki y Taketoki murió en batalla. Más tarde, se le informó que los oficiales de Rokuhara Tandai (oficiales principales del bakufu en Kioto, cuya agencia era responsable de la seguridad de Kinai, los asuntos judiciales en el oeste de Japón, y también de cualquier negociación con la Corte Imperial) fueron presuntamente  asesinados por Ashikaga Takauji (hombre de Hojo), Sadatsune creyó que se trató de una orden de Hidetoki y lo traicionó.
Como recompensa por su actuación, fue nombrado director de las provincias de Chikuzen, Buzen y Chikugo en el marco de la Restauración de Kenmu y fundó el Clan Shōni.
Takauji inició una rebelión contra el Emperador Go-Daigo usando la Rebelión de Nakasendai como una oportunidad a finales de 1335, Sadatsune se unió a la batalla, y en febrero de 1336, envió refuerzos liderados por su propio hijo, Yorinao Shon. Sin embargo, sabiendo que la fuerza mayor había abandonado su base, la secta del Emperador Go-Daigo, invadió completamente el territorio de Sadatsune.
Aunque Sadatsune luchó duramente contra ellos, al final se vio obligado a suicidarse el 29 de febrero del mismo año.